# Richard Edson

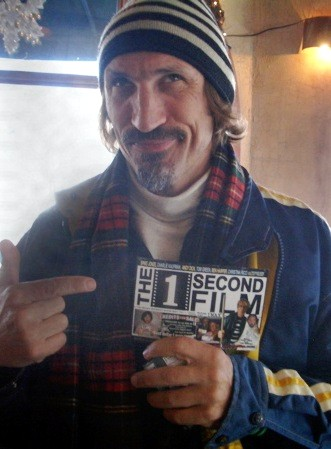
Richard Edson

Richard Edson (* 1. Januar 1954 in New Rochelle, New York, USA) ist ein US-amerikanischer Schauspieler und Musiker.

## Leben
Edson wurde in New Rochelle, New York geboren. Von 1981 bis 1982 war er der Schlagzeuger der Band Sonic Youth in der Originalbesetzung und im gleichen Zeitraum auch in der Band Konk. Nachdem Sonic Youth mit ihrer gleichnamigen EP debütierte, verließ er die Band, um vollzeitmäßig bei Konk weiterzuspielen. Richard spielte auch Horn und Trompete für die Band The Offs aus San Francisco, wo er auf ihrem 1984 erschienenen Album The Offs First Record zu hören ist. 1984 dann beendete er seine Musikkarriere, um eine Karriere als Schauspieler anzufangen.
Sein Filmdebüt gab Edson in der Rolle des Eddie in Jim Jarmuschs Film Stranger than Paradise aus dem Jahre 1984. Danach wurde er von Hollywood entdeckt und auf oftmals skurrile Nebenrollen besetzt. Unter anderem verkörperte er einen wenig vertrauenswürdiger Einparkhelfer in der Komödie Ferris macht blau, weitere erwähnenswerte Rollen übernahm er in Filmen wie Platoon (1986), Good Morning, Vietnam (1987) und Do the Right Thing (1989). Auftritte in Fernsehserien hatte er unter anderem in Pete & Pete und Homicide, CSI: Miami Cold Case – Kein Opfer ist je vergessen und Emergency Room – Die Notaufnahme. 
2003 war Edson im Musikvideo zum Titel Anchor der Band Cave In zu sehen, wo er den zentralen Charakter im Video spielt, einen deprimierten Mann, der die Straßen entlangläuft und dessen Füße in Zementblöcke gehüllt sind.

## Filmografie
- 1984: Stranger than Paradise
- 1985: Miami Vice (Fernsehserie, Folge 1x15)
- 1985: Susan … verzweifelt gesucht (Desperately Seeking Susan)
- 1986: Ferris macht blau (Ferris Bueller’s Day Off)
- 1986: Howard – Ein tierischer Held (Howard the Duck)
- 1986: Crime Story (Fernsehserie, Folge 1x10)
- 1986: Platoon
- 1987: Walker
- 1987: Good Morning, Vietnam
- 1988: Acht Mann und ein Skandal (Eight Men Out)
- 1988: Mad Dogs – Im Schatten der Gewalt (Tougher Than Leather)
- 1988: The Chair
- 1989: Bluthunde am Broadway / Die Bluthunde vom Broadway (Bloodhounds of Broadway)
- 1989: Do the Right Thing
- 1989: Shannon – Sein schwerster Fall (Shannon's Deal, Fernsehfilm)
- 1989: Alles auf Sieg (Let It Ride)
- 1989: China Lake
- 1989: Monsters – Bis das Blut gefriert (Monsters, Fernsehserie, Folge 2x07)
- 1990–1991: Shannons Spiel (Shannon’s Deal, Fernsehserie, 11 Folgen)
- 1991: Mord von oben (Murder in High Places, Fernsehfilm)
- 1991: Gefährliche Freundschaft (Eyes of an Angel)
- 1992: Wild Angel (Love Is Like That)
- 1992: Crossing the Bridge
- 1992: Pete & Pete (The Adventures of Pete & Pete, Fernsehserie, Folge 1x09)
- 1993: Ehekriege (Civil Wars, Fernsehserie, Folge 2x14)
- 1993: Joey Breaker
- 1993: Posse – Die Rache des Jessie Lee (Posse)
- 1993: Super Mario Bros.
- 1993: What About Me
- 1993: Böse Schatten (Love, Cheat & Steal, Fernsehfilm)
- 1993: Angriff der 20-Meter-Frau (Attack of the 50 Ft. Woman, Fernsehfilm)
- 1994: L.A. Law – Staranwälte, Tricks, Prozesse (L.A. Law, Fernsehserie, Folge 8x13)
- 1994: Motorcycle Gang (Fernsehfilm)
- 1994: Rebel Highway (Fernsehserie, Folge 1x03)
- 1995: Chicago Hope – Endstation Hoffnung (Chicago Hope, Fernsehserie, Folge 1x12)
- 1995: Chaos! Schwiegersohn Junior im Gerichtssaal (Jury Duty)
- 1995: Destiny – Hoher Einsatz in Las Vegas (Destiny Turns on the Radio)
- 1995: Homicide (Homicide: Life on the Street, Fernsehserie, Folge 3x20)
- 1995: Strange Days
- 1995: Showdown in Scorpion Spring (Scorpion Spring)
- 1995: American Gothic – Prinz der Finsternis (American Gothic, Fernsehserie, Folge 1x08)
- 1996: Was ich Dir noch nie erzählt habe (Cosas que nunca te dije)
- 1996: The Winner – Heiße Nächte in Las Vegas (The Winner)
- 1996: Nash Bridges (Fernsehserie, Folge 2x02)
- 1996: R.E.M.: Bittersweet Me
- 1996: Die Stunde der Teufelinnen (Wedding Bell Blues)
- 1996: Dangerous Hell (An Occasional Hell)
- 1996: Intimate Betrayal (Fernsehfilm)
- 1996: Marco Polo: Das geheime Abenteuer (Marco Polo: The Missing Chapter)
- 1997: Ohne Gewissen (This World, Then the Fireworks)
- 1997: Snide and Prejudice
- 1997: Cypher
- 1997: Emergency Room – Die Notaufnahme (ER, Fernsehserie, Folge 4x06)
- 1998: Austin Stories (Fernsehserie, Folge 1x12)
- 1998: Lulu on the Bridge
- 1999: Showdown auf dem Weg zur Hölle (Purgatory, Fernsehfilm)
- 1999: The Last Bandit (Thick as Thieves)
- 1999: Dunkle Schatten (The Shade)
- 1999: Desperate But Not Serious
- 1999: Jack of Hearts – Abrechnung in Las Vegas (Jack of Hearts)
- 2000: Cement
- 2000: The Million Dollar Hotel
- 2000: Timecode
- 2000: Ich hab doch nur meine Frau zerlegt (Picking Up the Pieces)
- 2000: A Man Is Mostly Water
- 2001: Gideon's Crossing (Fernsehserie, Folge 1x14)
- 2001: I Am Josh Polonski's Brother
- 2001: Southlander: Diary of a Desperate Musician (Southlander)
- 2001: Kamilla ist unterwegs (P.O.V.)
- 2002: Land des Sonnenscheins – Sunshine State (Sunshine State)
- 2002: Apartment #5C
- 2003: CSI: Miami (Fernsehserie, Folge 1x22 Flammendes Inferno)
- 2003: Highway to Oblivion (Fernsehfilm)
- 2004: Starsky & Hutch
- 2004: Land of Plenty
- 2004: Frankenfish (Fernsehfilm)
- 2004: Goodnight, Joseph Parker
- 2005: Welcome to California
- 2005: The Kid & I
- 2006: Hard Scrambled
- 2006: Astronaut Farmer (The Astronaut Farmer)
- 2006: Cut Off
- 2007: Under There (Kurzfilm)
- 2008: Momma's Man
- 2008: Columbus Day – Ein Spiel auf Leben und Tod (Columbus Day)
- 2008: Cold Case – Kein Opfer ist je vergessen (Cold Case, Fernsehserie, Folge 6x07)
- 2008: Japan
- 2009: Black Dynamite
- 2009: Der Gestank des Erfolges (The Smell of Success)
- 2009: Vicious Circle
- 2009: The Greims (Kurzfilm)
- 2010: Numbers – Die Logik des Verbrechens (NUMB3RS, Fernsehserie, Folge 6x15 Story ohne Helden)
- 2010: Happiness Runs
- 2010: Hands & Eyes (Kurzfilm)
- 2011: Franklin & Bash (Fernsehserie, Folge 1x10)
- 2012: Happy Endings (Fernsehserie, Folge 2x17 Die Kerkovich Methode)
- 2012: Perception (Fernsehserie, Folge 1x03 Wir schreiben das Jahr 1986)
- 2012: Vegas (Fernsehserie, Folge 1x01)
- 2012: Charlies Welt – Wirklich nichts ist wirklich (A Glimpse Inside the Mind of Charles Swan III)
- 2012: Averageman
- 2013: Space Cadet (Kurzfilm)
- 2014: Dark Hearts
- 2014: Counting Crows: Palisades Park
- 2014: Three Holes, Two Brads, and a Smoking Gun
- 2015: Dutch Book
- 2017: New York Nocturne (Kurzfilm)
- 2018: Dream Murder Machine (Kurzfilm)
- 2018: Burning Shadow
- 2019: Thomas Giles: Incomplet
- 2019: 3 from Hell
- 2020: Love, Hunger, Betrayal, Forgiveness (Not Necessarily in That Order)
- 2020: The Christmas Book
- 2021: Window (Kurzfilm)
- 2022: Seeing Red
- 2023: Somewhere Between Expectation and Reality (Kurzfilm)
- 2024: The Code